# Kenneth Udjus
Nils Kenneth Udjus, född 2 juli 1983 i Kristiansand, är en norsk före detta fotbollsmålvakt. Han spelade under sin karriär för bland annat IFK Norrköping.